# Masicera arcuatipennis
Masicera arcuatipennis là một loài ruồi trong họ Tachinidae.